# Civeta de palmera de Sulawesi
La civeta de palmera de Sulawesi (Macrogalidia musschenbroekii), també coneguda com a civeta gegant de Sulawesi o civeta gegant, és una espècie grossa i poc coneguda de carnívor endèmica de l'illa Indonèsia de Sulawesi, on es troba a les regions del centre i del nord. És el mamífer depredador més gros dels boscos de Sulawesi. Aquest tàxon fou anomenat en honor del funcionari, explorador i naturalista neerlandès Samuel Corneille Jean Wilhelm van Musschenbroek.

## Anatomia
La civeta de palmera de Sulawesi és una civeta de palmera força grossa, amb un pes de 5 quilos i 69 centímetres de longitud de cos, i una cua de 49 centímetres. Té pell de color torrat o vermellosa amb el ventre més clar i algunes taques. Les seves potes són molt grosses i les pot fer servir per agafar-se, el qual li serveix per escalar, donat que sovint pujar als arbres a caçar el calau de Sulawesi i altres petits animals. Malgrat la seva ascendència carnívora, es tracta d'una espècie omnívora, en la qual la seva dieta és principalment a base de fruits.

## Taxonomia
Aquesta espècie, juntament amb la resta de civetes, sovint se les anomena gat civeta o gat geneta, però, encara que pertanyen al mateix ordre (carnivora) que els gats, no formen part de la família dels gats (Felidae). Es tracta de l'única espècie del gènera Macrogalidia.